# City Montessori School
Die City Montessori School (Hindi: सिटी मॉन्टेसरी स्कूल, लखनऊ) ist eine private Schule im indischen Lucknow und gilt als größte Schule der Welt.

## Geschichte
Die Schule wurde 1959 von Jagdish und Bharti Gandhi gegründet. Das Ehepaar lieh sich 300 Rupien und gründete mit fünf Kindern eine Montessorischule. 2002 gewann die Schule den UNESCO-Preis für Friedenserziehung. 2004 erhielt sie die Besondere Anerkennung des Nuclear-Free Future Award. Schon 2005 brach die Schule den Weltrekord der Schule mit den meisten Schülern, als sie mit 29.212 Schülern die bis dahin weltgrößte Schule – die Rizal High School (Rizal High School) in Pasig im Großraum Manila (Philippinen) mit etwa 20.000 Schülern – ablöste; 2012 erhielt sie dafür einen Eintrag im Guinnessbuch der Rekorde.
2010 erhielt der Gründer der Schule den „Hope for Humanity Award“ des Dalai Lama. Im Schuljahr 2010/2011 hatte die Schule 2.500 Lehrkräfte, 39.437 Schüler und 1.000 Klassenzimmer. Derzeit sollen an der Schule nach eigenen Angaben bereits mehr als 51.000 Schüler lernen.

## Beschreibung
Die CMS bietet ganzheitliches Lernen an und lehrt nach den Grundsätzen der Montessoripädagogik. Die Schüler sind zwischen drei und 17 Jahre alt. Die Klassengröße beträgt etwa 45 Kinder. Jedes Kind muss, wie in Indien üblich, eine Schuluniform tragen. Die Schulgebühren betragen für die Jüngeren 1.000 Rupien, für die Älteren 2.500 Rupien pro Monat. Die Schule besitzt in der Stadt 20 Standorte.